# Dog Eat Dog (piosenka)
Dog Eat Dog – piosenka australijskiego zespołu hardrockowego AC/DC, wydana jako pierwszy singiel z ich czwartego albumu studyjnego Let There Be Rock (1977). Wersja koncertowa utworu znalazła się na wydawnictwie DVD Rough & Tough (2005). Piosenka była grana podczas trasy koncertowej Black Ice World Tour.